# Décafluorure de ditellure
Le décafluorure de ditellure est un composé chimique souvent décrit dans la littérature,, mais dont la nature exacte demeure discutée. Sa dénomination suggère la formule chimique Te2F10, mais il s'est avéré être en réalité de l'oxyde de bis(pentafluorotelluryle) F5TeOTeF5.
La genèse de cette mauvaise interprétation a été décrite par Peter M. Watkins en 1974.